# Помпеевский хребет
Помпеевский хребет расположен в западной части Еврейской автономной области.
Хребет имеет зигзагообразную форму, вытянут с юго-запада на северо-восток параллельно хребтам Сутарский и Малый Хинган, с которым он соединён горными перемычками.
Его естественными границами являются долины рек Биджан и Помпеевка на севере, р. Амур на западе и юго-западе. На юге и юго-востоке хребет возвышается над низменной и заболоченной Приамурской низменностью, на которую с него стекают многочисленные притоки Амура (Самара, Малая Самарка, Осиновка, Кулемная, Луговая, Мами и другие). В центральной части рельеф хребта крайне извилист. В целом, он невысок, но величины нарастают при движении к северу: в южной части выделяется г. Синюха (679 м), в средней части имеется пик высотой 752 м, далее на севере имеются пики Царь (1013 м) и гора Ромашка (596 метров). Южные склоны хребта характеризуются наличием широколиственных лесов муссонного типа, по мере повышения высоты и на северных склонах увеличивается доля хвойных пород. В прошлом по склонам хребтах водились амурские тигры, отмечались заходы дальневосточных леопардов. Зимой 2014—2015 гг. отмечаются следы двух тигров, крупного самца и более мелкой особи.